# Fratelli Lafranchini
I fratelli Lafranchini sono stati due stuccatori svizzeri noti per gli stucchi rococò realizzati principalmente nelle ville neopalladiane in Irlanda.
Paul Lafranchini (1695 – 1776) lavorò per James Gibbs in Inghilterra. Nel 1736 andò in Irlanda, dove lavorò per Richard Cassels. Nel 1739 fu raggiunto in Irlanda dal fratello
Philip (1702 – 1779). Insieme lavorarono al loro capolavoro, il salone di Carton House, nella contea di Kildare, progettata da Cassels.
Con Cassels lavorarono a molti altri progetti, fra i quali vanno segnalati la Russborough House e la Tyrone House di Dublino.